# Copa Aldao
A Copa Ricardo Aldao, popularmente conhecida como Campeonato Rioplatense ou Copa del Río de la Plata, foi uma competição oficial de futebol da Asociación del Fútbol Argentino (AFA) e Asociación Uruguaya de Fútbol (AUF) disputada anualmente, embora de forma irregular, entre os campeões da Argentina e do Uruguai. O troféu foi doado pelo executivo do futebol argentino Ricardo Aldao (1863–1956), que mais tarde se tornaria presidente da AFA. 
A Copa Ricardo Aldao é vista hoje como o primeiro trampolim para a criação da Copa Libertadores. Em 2009, quando a IFFHS proclamou o Peñarol de Montevidéu como o melhor time sul-americano do século 20, levou em consideração a Copa Aldao e outros torneios internacionais de clubes disputados na América do Sul antes do início da Copa Libertadores em 1960.
Em agosto de 2015, um artigo da CONMEBOL descreveu a Copa Aldao como uma das primeiras copas internacionais de futebol profissional da América do Sul.

## Resultados
Abaixo está uma lista com todas as finais disputadas. Desde 1941, estava determinado que a taça seria definida em ida e volta.[carece de fontes?]
| Ed. | Ano  | Campeão        | Placar         | Vice-campeão   | Estádio                   | Localização             |
| --- | ---- | -------------- | -------------- | -------------- | ------------------------- | ----------------------- |
| 1   | 1913 | Não finalizado | Não finalizado | Não finalizado | Não finalizado            | Não finalizado          |
| 2   | 1916 | Nacional       | 2–1            | Racing         | Estadio G.E.B.A.          | Buenos Aires, Argentina |
| 3   | 1917 | Racing         | 2–2            | Nacional       | Parque Pereira            | Montevidéu, Uruguai     |
| 3   | 1917 | Racing         | 2–1            | Nacional       | Estadio G.E.B.A.          | Buenos Aires, Argentina |
| 4   | 1918 | Racing         | 2–1            | Peñarol        | Estadio G.E.B.A.          | Buenos Aires, Argentina |
| 5   | 1919 | Nacional       | 3–0            | Boca Juniors   | Gran Parque Central       | Montevidéu, Uruguai     |
| 6   | 1920 | Nacional       | 2–1            | Boca Juniors   | Estadio Sportivo Barracas | Buenos Aires, Argentina |
| –   | 1923 | Não realizado  | Não realizado  | Não realizado  | Não realizado             | Não realizado           |
| 7   | 1927 | San Lorenzo    | 1–0            | Rampla Juniors | Gran Parque Central       | Montevidéu, Uruguai     |
| 8   | 1928 | Peñarol        | 3–0            | Huracán        | Estadio de Alvear y Tagle | Buenos Aires, Argentina |
| 9   | 1936 | River Plate    | 5–1            | Peñarol        | Estadio Centenario        | Montevidéu, Uruguai     |
| 10  | 1937 | River Plate    | 5–2            | Peñarol        | Estadio San Lorenzo       | Buenos Aires, Argentina |
| 11  | 1938 | Independiente  | 3–1            | Peñarol        | Estadio Centenario        | Montevidéu, Uruguai     |
| 12  | 1939 | Independiente  | 5–0            | Nacional       | Estadio San Lorenzo       | Buenos Aires, Argentina |
| 13  | 1940 | –              | 2–2            | –              | Estadio Centenario        | Montevidéu, Uruguai     |
| 13  | 1940 | –              | –              | –              | Não realizado             | Não realizado           |
| 14  | 1941 | River Plate    | 6–1            | Nacional       | Estadio San Lorenzo       | Buenos Aires, Argentina |
| 14  | 1941 | River Plate    | 1–1            | Nacional       | Estadio Centenario        | Montevidéu, Uruguai     |
| 15  | 1942 | –              | 4–0            | –              | Estadio Centenario        | Montevidéu, Uruguai     |
| 15  | 1942 | –              | –              | –              | Não realizado             | Não realizado           |
| 16  | 1945 | River Plate    | 2–1            | Peñarol        | Estadio Centenario        | Montevidéu, Uruguai     |
| 16  | 1945 | River Plate    | 3–2            | Peñarol        | Estadio San Lorenzo       | Buenos Aires, Argentina |
| –   | 1946 | Não realizado  | Não realizado  | Não realizado  | Não realizado             | Não realizado           |
| 17  | 1947 | River Plate    | 4–3            | Nacional       | Estadio Centenario        | Montevidéu, Uruguai     |
| 17  | 1947 | River Plate    | 3–1            | Nacional       | Estadio San Lorenzo       | Buenos Aires, Argentina |
| 18  | 1957 | –              | 2–1            | –              | Estadio Centenario        | Montevidéu, Uruguai     |
| 18  | 1957 | –              | –              | –              | Não realizado             | Não realizado           |

### Títulos por clube
| Clube         | Títulos | Anos campeão                 |
| ------------- | ------- | ---------------------------- |
| River Plate   | 5       | 1936, 1937, 1941, 1945, 1947 |
| Nacional      | 3       | 1916, 1919, 1920             |
| Racing        | 2       | 1917, 1918                   |
| Independiente | 2       | 1938, 1939                   |
| San Lorenzo   | 1       | 1927                         |
| Peñarol       | 1       | 1928                         |

### Títulos por país
| País      | Títulos | Clubes campeões                                                 |
| --------- | ------- | --------------------------------------------------------------- |
| Argentina | 10      | River Plate (5), Racing (2), Independiente (2), San Lorenzo (1) |
| Uruguai   | 4       | Nacional (3), Peñarol (1)                                       |